# 諾普喬椎龍屬
諾普喬椎龍屬（學名：Nopcsaspondylus）意為「諾普喬的脊椎」，是以最初敘述者法蘭茲·諾普喬（Franz Nopcsa）為名。諾普喬椎龍是蜥腳下目雷巴齊斯龍科的一屬，化石發現於阿根廷內烏肯省的Candeleros地層，年代為白堊紀晚期的科尼亞克階。化石是一個背椎，是在1902年由諾普喬所敘述，但當時並沒有命名，該化石現已遺失。諾普喬椎龍具有小型椎體與大型側腔，現在被認為是種典型的雷巴齊斯龍科動物。

## 外部連結
- 諾普喬椎龍（页面存档备份，存于） DinoData.org